# Guy Nulens
Guy Nulens, né le 27 octobre 1957 à Hasselt, est un coureur cycliste belge. Professionnel de 1979 à 1995, il a participé 15 fois au Tour de France.

## Palmarès

### Palmarès amateur
- 1977
  - 2e du Tour du Limbourg amateurs
- 1978
  - Tour de l'Empordà
  - 2e de Seraing-Aix-Seraing
- 1979
  - Bruxelles-Zepperen
  - 1re étape du Circuit franco-belge
  - Trofeo Alcide Degasperi
  - 2eb étape du Tour du Limbourg amateurs (contre-la-montre)
  - Tour de Liège :
    - Classement général
    - 1re et 5e étapes

  - 1re étape du Cinturón a Mallorca
  - 2e du Circuit du Hainaut
  - 2e du Tour de Majorque
  - 2e du Cinturón a Mallorca
  - 3e de la Flèche ardennaise
  - 3e de l'Internatie Reningelst

### Palmarès professionnel
| - 1979 - 5e étape de l'Étoile des Espoirs - 1980 - 2e du Tour de Zélande centrale - 1981 - 5e étape du Tour de Suisse - 9e du Tour de Suisse - 1983 - 3eb étape de Paris-Nice (contre-la-montre par équipes) - 5e du Tour des Flandres - 1984 - 2eb étape de Paris-Nice (contre-la-montre par équipes) - 7ea étape du Critérium du Dauphiné libéré | - 1985 - Étoile de Bessèges : - Classement général - 2e étape - 1986 - 7e étape du Tour de Suisse - 1988 - 2e étape du Tour de France (contre-la-montre par équipes) - 1992 - 4e étape du Tour de France (contre-la-montre par équipes) - 1993 - 2e du championnat de Belgique sur route |  |

## Résultats sur les grands tours

### Tour de France
15 participations
- 1980 : abandon (18e étape)
- 1981 : 52e
- 1982 : 22e
- 1983 : abandon (18e étape)
- 1984 : 24e
- 1985 : 113e
- 1986 : 54e
- 1987 : 61e
- 1988 : 38e, vainqueur de la 2e étape (contre-la-montre par équipes)
- 1989 : 55e
- 1990 : 54e
- 1991 : 62e
- 1992 : 77e, vainqueur de la 4e étape (contre-la-montre par équipes)
- 1993 : 67e
- 1994 : 88e

### Tour d'Italie
2 participations
- 1987 : 27e
- 1988 : 17e

### Tour d'Espagne
2 participations
- 1983 : 26e
- 1986 : 48e